# Le Monde des Wunderlich
Pour plus de détails, voir Fiche technique et Distribution.
Le Monde des Wunderlich (titre original : Die Welt der Wunderlichs) est un film germano-suisse réalisé par Dani Levy sorti en 2016.

## Synopsis
Mimi Wunderlich est une mère célibataire qui se tient sur ses gardes pour sa progéniture surexcitée. Elle est appelée à plusieurs reprises à l'école à cause de son fils Felix lorsqu'il a fait quelque chose de mal, c'est pourquoi un jour elle perd son emploi dans un magasin d'électronique. Le reste de sa famille lui met également la pression. Son père Walter est maniaco-dépressif et met en gage parfois la Playstation de son petit-fils pour ses paris. Il essaie d'éviter son traitement et souhaiterait quitter immédiatement la clinique psychiatrique. Sa mère Liliane, qui se plaint toujours, était autrefois une chanteuse de schlager ayant eu du succès, mais elle arrive désormais à peine à sortir de son lit. La sœur de Mimi, Manuela, travaille dans un salon de coiffure et est une buveuse égocentrique. De temps en temps, le mari de Mimi, une ancienne rock star délabrée et toxicomane, emmène Felix vivre avec lui. Mimi chantait dans le groupe de son mari, mais maintenant elle ne joue que pour Felix de temps en temps.
Mimi reçoit alors une invitation au casting de Seconde chance, auquel l'a inscrite secrètement Felix. Pour ce faire, elle doit se rendre à Zurich. Mais elle se retrouve d'abord aux urgences avec sa famille après que Felix a pris un verre avec son père. Afin de continuer à participer à l'émission, elle part en road trip en Suisse avec les autres. Avec cette composition de groupe, cela entraîne évidemment toutes sortes de potentiels de conflit. Finalement, Mimi se rend seule à Zurich dans le camping-car de son mari pour saisir sa grande opportunité. Mais la famille la suit à nouveau. Mimi commence sa performance, mais appelle ensuite son mari sur scène et chante ensuite une chanson qui n'a pas été convenue. La foule se déchaîne, mais les résultats du vote posent problème, car Felix tente d'influencer le résultat en faveur de sa mère. Le spectacle se perd dans le scandale. Dans le même temps, Manuela parvient à sauver son père sur place, qui voulait se suicider avec des pilules.
Mimi est disqualifiée de la finale pour tricherie, mais sa chanson devient virale sur Internet et des maisons de disques s'intéressent à sa musique. Le groupe retourne en Allemagne. Avec son mari et Felix, l'harmonie familiale règne à nouveau. Il semble que le voyage en Suisse ait eu un effet positif sur tous les conflits familiaux.

## Fiche technique
- Titre : Le Monde des Wunderlich
- Titre original : Die Welt der Wunderlichs
- Réalisation : Dani Levy assisté d'Arndt Wiegering
- Scénario : Dani Levy
- Musique : Niki Reiser
- Direction artistique : Benedikt Herré
- Costumes : Ingrid Bendzuk
- Photographie : Carl-Friedrich Koschnick (de)
- Son : Raoul Grass
- Montage : Toni Froschhammer
- Production : Stefan Arndt, Uwe Schott (de)
- Société de production : X Filme Creative Pool GmbH, Zodiac Pictures International
- Société de distribution : X Verleih AG
- Pays d'origine :  Allemagne,  Suisse
- Langue : allemand
- Format : Couleurs - 1,78:1 - Dolby - 35 mm
- Genre : Comédie dramatique
- Durée : 103 minutes
- Dates de sortie :
  -  Allemagne : 13 octobre 2016.
  -  Autriche : 14 octobre 2016.
  -  Suisse : 20 octobre 2016.
  -  Belgique,  France,  Luxembourg : 8 août 2018, diffusion sur Arte[2].

## Distribution
- Katharina Schüttler : Mimi Wunderlich
- Ernst Wilhelm Rodriguez : Felix Wunderlich, le fils
- Christiane Paul : Manuela Wunderlich, la sœur
- Peter Simonischek : Walter Wunderlich, le père
- Hannelore Elsner : Liliane Wunderlich, la mère
- Martin Feifel (de) : Johnny, son ex, le père de Felix
- Steffen Groth (de) : Nico
- Heinrich Giskes (de) : le juge Jockwer
- Peter Kaghanovitch (de) : le producteur
- Ingo Ospelt : la douanière
- Andreja Schneider : Janina
- Arabella Kiesbauer : Arabella Kiesbauer
- Friedrich Liechtenstein (de) : Friedrich Liechtenstein
- Thomas Anders : Thomas Anders
- Sabrina Setlur : Sabrina Setlur

## Production
Le film est tourné du 9 octobre 2015 au 24 novembre 2015. Outre Mannheim, le lieu de tournage est la ville de Pforzheim, où des scènes sont tournées au Palais des Congrès (comme la scène de spectacle à Zurich), au théâtre (scènes en coulisses) et à la clinique Helios.
Dans l'émission de télé-crochet Seconde chance, Arabella Kiesbauer apparaît comme la présentatrice et les jurés Thomas Anders, Sabrina Setlur et Friedrich Liechtenstein apparaissent comme eux-mêmes.
Christiane Paul et Martin Feifel ont chacun une nomination dans les catégories "Meilleure actrice dans un second rôle" et "Meilleur acteur dans un second rôle" à la 67e cérémonie du Deutscher Filmpreis.

## Source de la traduction
- (de) Cet article est partiellement ou en totalité issu de l’article de Wikipédia en allemand intitulé « Die Welt der Wunderlichs » (voir la liste des auteurs).